# Peter Reimer Hinnerup
Peter Reimer Hinnerup (født 7. april 1803 i Randers, død 12. november 1868 på Frederiksberg) var møntguardein. Hinnerups forældrene var Anders Hinnerup og Birgitte Margrethe født Reimer.
Hinnerup fik kun ringe skoleundervisning, og efter flere foreløbige bestemmelser kom han i guldsmedelære. Han blev svend 1824, og som flittig tilhører ved de forelæsninger, som Selskabet for Naturlærens Udbredelse 1825 lod afholde i Randers, blev han anbefalet til selskabets formand i København, H.C. Ørsted, der hjalp ham frem. Han kom her til at deltage i forsøg navnlig om elektromagnetismens anvendelse til probering (lødighedsprøvning) af ædle metaller og besøgte Kunstakademiet. Med understøttelse fra Den Reiersenske Fond tiltrådte han 1828 en 3årig udenlandsrejse, blev ved sin hjemkomst fuldmægtig ved Mønten, 1836 møntguardein og i 1840 tillige stadsguardein. Sine betydelige fagkundskaber gjorde han frugtbringende ved at give undervisning i legering og niellering og ved at udgive en omfattende Haandbog for Juvelere, Guld- og Sølvarbejdere (1834-39). Han ophørte at være møntguardein 1860 og stadsguardein 1863 på grund af sygelighed. Han afgik med titlen justitsråd og døde pludselig 12. november 1868 på Frederiksberg. Han efterlod Københavns Guldsmedelav et legat til understøttelse for trængende guldsmedemestre og disses enker og børn samt for svende, der have ført en pletfri vandel. Hans hustru var Inger Helene født Tømmerbye (1805 – 1861), datter af Peder Nielsen Tømmerbye.